# Gratidão (álbum de Vencedores por Cristo)
Gratidão é um EP da banda de música popular brasileira cristã Vencedores por Cristo, lançado pela gravadora VPC Produções em junho de 2016.
O disco é o primeiro registro inédito de uma nova formação da banda. A produção musical foi assinada por Pedro Santos e André Peloso, responsáveis pela maioria das composições. A banda ainda regravou a música "Ame ao Senhor", escrita por Sérgio Pimenta.

## Antecedentes
Ao longo dos anos, o Vencedores por Cristo se caracterizou por várias formações, e projetos inéditos. No século XX, um dos trabalhos de maior expressão da banda foi o álbum comemorativo ao vivo Sem Fronteiras (2007). A partir da década de 2010, a produção do grupo passou a diminuir, tendo um maior destaque o registro inédito A Visita (2014).

## Produção
O EP reuniu uma nova formação da banda, embora com a continuidade do vocalista Alexandre Abreu. O projeto contou com produção do guitarrista André Peloso em parceria com o baterista Pedro Santos. O repertório é predominantemente inédito, exceto pela regravação de "Ame ao Senhor", composição do ex-integrante Sérgio Pimenta.

## Lançamento e recepção
| Críticas profissionais | Críticas profissionais |
| Avaliações da crítica  | Avaliações da crítica  |
| Fonte                  | Avaliação              |
| ---------------------- | ---------------------- |
| Super Gospel           | [ 5 ]                  |

Gratidão foi lançado em formato físico e digital pela gravadora VPC Produções. Em crítica favorável para o Super Gospel, Tiago Abreu argumentou que "na formação renovada, mas com identidade solidificada em décadas, o VPC segue sua missão mantendo-se fiel ao seu som. A preocupação básica não é estar na vanguarda ou na esteira de seus dias, mas simplesmente perpetuar o legado de qualidade musical com o qual todos estão acostumados ao ouvi-los".

## Faixas
1. "Exaltação" (André Peloso e Pedro Santos)
2. "Salmos 16" (Pedro Santos)
3. "Ame ao Senhor" (Sérgio Pimenta)
4. "Gratidão" (André Peloso e Pedro Santos)

## Ficha técnica
- Alexandre Abreu - vocais
- André Peloso - produção musical, arranjos, guitarra e violão
- Crislene Bellato - vocais
- Elisângela Cordeiro - vocais
- Fábio Cordeiro - baixo
- João Bueno - teclado em "Exaltação" e "Ame ao Senhor"
- Marcos Elias - teclado em "Salmos 16" e "Gratidão"
- Pedro Santos - produção musical, bateria e percussão